# Dynæs
Dynæs er en odde på den nordlige bred af Julsø lige overfor Himmelbjerget og vest for Laven, i Silkeborg Kommune. Forbindelsen til land oprindelig har været en smallere tange.
Dynæs ses første gang nævnt som "Dyrnes" i skriftlige kilder i 1360. Forleddet "Dy(r)-" kommer af det gammeldanske "diur" eller "dyr" i betydningen hjorte- og råvildt. Efterleddet "næs" er beslægtet med ordet "næse" og betegner en halvø omgivet af vand på tre sider. Dynæs er altså halvøen med dyrevildt.
I middelalderen blev der anlagt en borg, der i dag fremstår som voldsted.

## Dynæs Voldsted
På Dynæs findes rester af et anseligt, middelalderligt voldsted. Det består af en firesidet borgbanke og et system af forsvarsgrave. De stejle sider er af usædvanlig højde, idet de hæver sig 10 meter over det omliggende terræn og 12 meter over søen.
Et voldsted er et sted, hvor der engang stod en borg eller en fæstning. Sådanne borge eller fæstninger blev opført af kongen, store kirkefyrster eller stormænd. Det var dog de færreste anlæg, der var store middelalderborge eller store forsvarsanlæg. For det meste var anlæggene beskedne af størrelse og de blev kun brugt, når tiderne var usikre.
Borgen tilhørte bl.a. Valdemar Atterdag, men overgik siden til Århus bispestol, som ejede den indtil reformationen. At borgen var befæstet kan ses som et bevis på, hvor vigtig Gudenåen var som transportvej i hine tider.
Efter at kronen i 1536 havde overtaget bispegodset - heriblandt Dynæs, hører vi ikke mere til Dynæsborgen, som sikkert er forfaldet. Gårdbruget er derefter sandsynligvis flyttet ind i læ af bakkerne, nu med navnet Laven Hovgård, for i 1700-tallet at blive etaberet på sin nuværende plads i Gammel Laven. Dynæs var dermed blevet til et stykke jord tilhørende Laven Hovgård.

## Dynæs-sagn
Dynæs er kendt fra flere sagn, som igen findes i flere varianter. Det mest kendte er nok det om Dynæskongen Lave (efter hvem landsbyen Laven kan have fået sit navn), der havde en smuk datter, Ingrella, som havde mange bejlere, men kun elskede vesterkongens søn, Thorbjørn. 
Dynæskongen var imod et sådant parti, men en mørk aften kom Thorbjørn og hentede sin elskede. Flugten blev opdaget og Kong Lave satte efter de flygtende sammen men sine mænd. Ved Nåege indhentede man dem. Thorbjørn, som styrede efter vadestedet over Gudenåen, fik i stedet ledt sin hest ud på for dybt vand. Hesten kunne ikke svømme med sin tunge byrde og fik samtidig sit ene ben i stigbøjlen, så både den og de elskende druknede. Stedet hedder nu Kongsdyb og stedet, hvor Thorbjørns hat flød i land, hedder Hattenæs. 

## Johan Skjoldborg - berømt beboer
Den mest berømte ejer af Dynæs i nyere tid var digteren, Johan Skjoldborg, der boede her i perioden 1907-1914. Bygningen, han boede i, var betydeligt mindre end dem, der ses i dag, men den ligger her stadig. 
På borgvolden arrangerede han i 1912, 1913 og 1914 de berømte folkemøder med deltagelse af kendte kunstnere. Ved mødet i 1913 var der ca. 20.000 deltagere, og her talte fx Martin Andersen Nexø. 
Skjoldborg oplevede nogle gode år på Dynæs, men landbrugsmæssigt gik det dårligt. I 1914 måtte han flytte, da husmandsbruget gik på tvangsauktion. Han tilbragte sine sidste år i Løgstør, hvor han boede i en villa, som jyske husmænd havde skænket ham.

## Dynæs i nyere tid
Dynæs blev fredet i 1944 med det formål at mindes Johan Skjoldborgs tid her og hædre hans navn, men også på grund af ejendommens enestående naturskønne beliggenhed. 
Dynæs er privatejet, men der er offentlig adgang ad en offentlig sti fra Gammel Laven. Man kommer helt ud til voldstedet via en sti vest for bygningerne. Det er ikke tilladt at lægge til med båd ved Dynæs.
Gammelkol er en bakketop syd for Gammel Laven, som støder op til det fredede område ved Dynæs.
Dynæsvej fører fra Himmelbjergvej ned til Dynæs.

## Eksterne kilder og henvisninger
1. ↑  Div. kendelser om fredningen Arkiveret 12. april 2017 hos  Wayback Machine blst.dk hentet 12. april 2017

- Artiklen er tilpasset efter artiklen Arkiveret 12. april 2017 hos  Wayback Machine  på  WikiSilkeborg Arkiveret 11. februar 2014 hos  Wayback Machine (historik Arkiveret 13. april 2017 hos  Wayback Machine CC BY-SA 3.0 Arkiveret 22. februar 2011 hos  Wayback Machine).
- Om Dynæs Arkiveret 19. april 2017 hos  Wayback Machine på fortidsmindeguide.dk
- Om Dynæs Arkiveret 12. april 2017 hos  Wayback Machine på middelalderborge.dk
- Dynæsvold Arkiveret 9. maj 2018 hos  Wayback Machine på kulturarv.dk/fundogfortidsminder

56°7′10.33″N 9°41′55.62″Ø / 56.1195361°N 9.6987833°Ø